# Polyvinyl Records
Polyvinyl Records (Polyvinyl Record Company) ist ein US-amerikanisches Independent-Plattenlabel aus Champaign, Illinois.

## Geschichte
Das Label ging hervor aus einem von den Geschwistern Matt und Darcie Lunsford in Danville, Illinois, gegründeten Fanzine mit dem Namen Polyvinyl Press. 1996 wurden die Lunsford schließlich von befreundeten Mitgliedern der Band Braid überredet, deren Single als 7" herauszubringen. Das war die erste Veröffentlichung und zugleich die Geburtsstunde des Labels. Seitdem konnten zahlreiche Emo- und Indiebands unter Vertrag genommen werden, von denen sich einige zu bekannten Größen der Szene entwickelt haben.

## Ehemalige und aktuelle Bands bei Polyvinyl
- 31Knots
- Aloha
- Alvvays
- AM/FM
- American Football
- Architecture in Helsinki
- Ativin
- Audible
- Asobi Seksu
- Birthmark
- Braid
- Casiokids
- Collections of Colonies of Bees
- Corm
- Dear Nora
- Decibully
- Deerhoof
- Dusted
- Faux Hoax
- Friction
- Hail Social
- Headlights
- Hey Mercedes
- Icy Demons
- Ida
- The Ivory Coast
- James Husband
- Japandroids
- Joan of Arc
- Kerosene 454
- Kyle Fischer
- The Like Young
- Loney Dear
- Love Is All
- The M's
- Mates of State
- Matt Pond PA
- Of Montreal
- Owen
- Paris, Texas
- Cale Parks
- Pele
- Picastro
- Pit er Pat
- Radio Flyer
- Rainer Maria
- The Red Hot Valentines
- Saturday Looks Good to Me
- Sean Na Na
- Shugo Tokumaru
- Someone Still Loves You Boris Yeltsin
- Sonny & The Sunsets
- Stagnant Pools
- STRFKR
- Sunday's Best
- Fred Thomas
- Tu Fawning
- Uz
- Vivian Girls
- Volcano, I'm Still Excited!!
- XBXRX
- Xiu Xiu
- ZZZZ